# Podujevo
Podujevo (alb. Podujevë) je grad u sjeveroistočnom dijelu Kosova.
U novijim albanskim izvorima naziva se i Beslane.
Mjesto je poznato i po tome što su u Podujevu milicijske snage rabile suzavac (postojale su i teže optužbe [nedostaje izvor]) u sukobima s albanskim demonstrantima.